# Bad News Is Coming
Bad News Is Coming — студійний альбом американського блюзового музиканта Лютера Еллісона, що вийшов 1972 року на лейблі Gordy.

## Опис
Другий альбом Лютера Еллісона вийшов через три роки після його дебютного Love Me Mama (1969) і здивував багатьох слухачів. Перш за все, він вийшов на лейблі Gordy (дочірньому лейблі Motown), де ніколи не записувались блюзові музиканти (Еллісон був єдиним блюзменом на лейблі), по-друге, на цьому альбомі Еллісон виконує жорсткий соул-блюз і місцями блюз-рок, що доволі було незвично для темношкірого музиканта на такому ритм-енд-блюзовом лейблі.
Оригінальний альбом включає лише 7 пісень, однак перевидання 2001 року було доповнене ще 4 композиціями. Як і на своїй дебютній платівці Еллісон тут також виконав «Little Red Rooster» Віллі Діксона і «Dust My Broom» Елмора Джеймса. Сам музикант написав власні пісні «Raggedy and Dirty» і заголовну «Bad News Is Coming» для цього альбому.
Альбом включає багато чудових блюзів, однак найбільше виділяються «Evil Is Going On», «Raggedy And Dirty», «Bad News Is Coming». Еллісон співає і грає з невеликим гуртом: Рей Гудмен (ритм-гітара), Пол Вайт (клавішні), Ендрю (бас і ударні). Ніякої сирості з попереднього альбому тут не залишилось. Еллісон сильно і емоційно співає високим і пронизливим голосом.

## Список композицій
1. «The Little Red Rooster» (Віллі Діксон) — 3:57
2. «Evil Is Going On» (Віллі Діксон) — 4:28
3. «Raggedy and Dirty» (Рей Гудмен, Ендрю Сміт, Джо Перайно, Лютер Еллісон, Роберт Крейнар) — 3:34
4. «Rock Me Baby» (Б. Б. Кінг, Джо Джосі) — 5:40
5. «Bad News Is Coming» (Лютер Еллісон, Джо Перайно, Пол Вайт) — 7:18
6. «Cut You A-Loose» (Мел Лондон) — 6:14
7. «Dust My Broom» (Елмор Джеймс) — 2:43

## Учасники запису
- Лютер Еллісон — вокал, соло-гітара
- Гарфілд Енгоув — губна гармоніка
- Рей Гудмен — ритм-гітара
- Пол Вайт — фортепіано
- Ендрю Сміт — бас-гітара, ударні

Технічний персонал
- Джо Перайно — продюсер
- Кен Сендс, Ден Фасл — інженер
- Лютер Еллісон — аранжування
- Джим Брітт — фотографія